# Biskupský palác v Novém Sadu
Biskupský palác (srbsky Владичански двор/Vladičanski dvor) je historická budova a kulturní památka v srbském městě Novi Sad. Nachází se na samém konci ulice Zmaj Jovina v Novém Sadu, na křižovatce s ulicí Dunavska. Palác dokončený v roce 1901 patří k ikonickým stavbám centra Nového Sadu.

## Historie

### Starý biskupský palác
První biskupský palác v Novém Sadu nechal v roce 1741 postavit biskup Visarion Pavlović v bezprostřední blízkosti nově vybudované pravoslavné katedrály sv. Jiří. Hlavní průčelí směřovalo k jednomu z mrtvých ramen Dunaje směrem k dnešnímu náměstí Republiky. Kronikář Mihajlo Polit-Desančić později v jednom svém dílu psal v souvislosti s tímto mrtvým ramenem o velkém „zápachu a splaškách“, o velkém množství žab a nedostatku čistého vzduchu a slunce. 

### Výstavba nového paláce
Otázka stavby nového biskupského sídla v Novém Sadu byla vznesena už v roce 1849. Projekt nechal připravit architekt Vladimir Nikolić v roce 1899, ale nepodepsal se pod ním. Za autora se oficiálně označil Ferenc Raichle, známý maďarský secesní architekt. Vladimir Nikolić se tímto chtěl vyhnout možnému podezření z protežování od patriarchy Georgije Brankoviće, který byl jeho kmotrem. Proto postoupil Nikolić svůj plán Reichlemu. Zjednodušeně to okomentoval slovy: „Připravil jsem návrh, podepsal ho Raichle, sídlo se staví, a v Bačce klid“.[zdroj?]
Velké sídlo biskupa z Bačky bylo dokončeno v roce 1901, kdy biskup Mitrofan Šević uspořádal slavnost. Mezi významnými hosty byl například srbský patriarcha, jeho excelence Georgij Branković, dále Pavle Peter jako zástupce rakousko-uherských úřadů a Ilarion Ruvarac, velký srbský spisovatel, duchovní a historik.

### Dnešní stav
Dnes v této budově sídlí biskup Irinej Bulović, jeden z kněží Srbské pravoslavné církve a profesor na Pravoslavné teologické fakultě Univerzity v Bělehradě.

## Sloh
Pro město Novi Sad tak vznikl unikátní palác. Jeho vzhled byl silně ovlivněn myšlenkami, které kolovaly ve vídeňském klubu profesora Theophila von Hansena. Nikolić byl jedním z jeho členů. Slohově stavba vychází ze symbiózy byzantských a orientálních architektonických a dekorativních prvků. Některé prvky převzala stavba ze středověkých srbských klášterů. Dvojitá sdružená okna jsou inspirována těmi, které se nacházejí na starobylém klášteře Studenica.

## Pomník Jovana Jovanoviće Zmaje

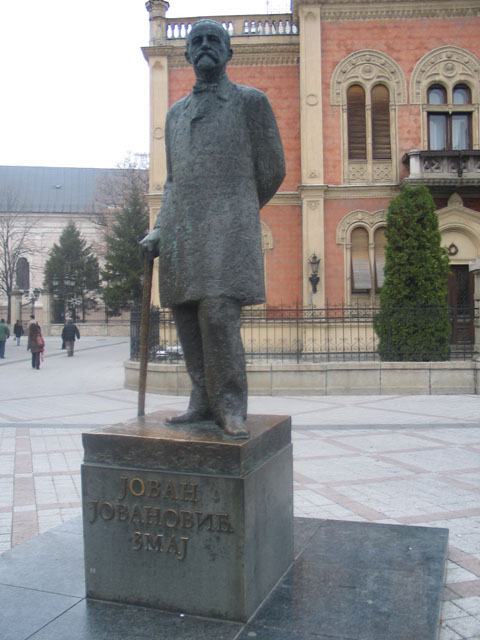
Památník dr. Jovana Jovanoviće Zmaje před biskupským palácem

Před palácem byl v roce 1984 na místě bývalého mramorového kříže (přesunutého k portálu katedrály) umístěn památník Jovana Jovanoviće Zmaje. Básník zde byl zpodobněn v životní velikosti. Připomíná jeho časté procházky, které denně vykonával po celý svůj život, a právě často chodíval i touto ulicí. Dnes se kolem pomníku pořádají každoročně Zmajovy dětské hry.